# Aviva London Grand Prix 2013
London Grand Prix 2013 byl lehkoatletický mítink, který se konal 26. července a 27. července 2013 ve Spojeném království městě Londýně. Byl součástí série mítinků Diamantová liga.

## Výsledky
- Archiv výsledků zde [1]

### Muži
| Disciplína       | 1. místo                       | 2. místo                  | 3. místo                       |
| 100 m            | Usain Bolt 9,85                | Mike Rodgers 9,98         | Nesta Carter 9,99              |
| 200 m            | Warren Weir 19,89              | Jason Young 19,99         | Wallace Spearmon 20,18         |
| 400 m            | Kirani James 44,65             | Tony Mcquay 45,09         | Jonathan Borlée 45,14          |
| 800 m            | Nick Symmonds 1:43,67          | Duane Solomon 1:44,12     | Brandon Johnson 1:44,19        |
| 1 míle           | Augustine Kiprono Choge3:50,01 | Ayanleh Souleiman 3:50,07 | James Kiplagat Magut 3:50,93   |
| 110 m překážek   | David Oliver 13,20             | William Sharman 13,26     | Artur Noga 13,31               |
| 400 m překážek   | Michael Tinsley 47,98          | Johnny Dutch 48,40        | Justin Gaymon48,46             |
| 3 000 m překážek | Brimin Kiprop Kipruto 8:06,86  | Gilbert Kirui 8:06,96     | Jairus Kipchoge Birech 8:12,51 |
| Skok do výšky    | Bohdan Bondarenko 238 cm       | Erik Kynard 236 cm        | Mutaz Essa Baršim 224 cm       |
| Skok o tyči      | Renaud Lavillenie 602 cm       | Björn Otto 577 cm         | Raphael Holzdeppe 570 cm       |
| Skok daleký      | Alexandr Meňkov 831 cm         | Fabrice Lapierre 817 cm   | Mauro Vinicius da Silva 800 cm |
| Hod diskem       | Piotr Małachowski 67,35 m      | Martin Wierig 66,60 m     | Gerd Kanter 66,29 m            |

### Ženy
| Disciplína     | 1. místo                               | 2. místo                         | 3. místo                    |
| 100 m          | Blessing Okagbareová 10,79             | Barbara Pierreová 10,85          | Kelly-Ann Baptiste 10,93    |
| 200 m          | Allyson Felixová 22,41                 | Shalonda Solomonová 22,50        | Anthonique Strachanová22,63 |
| 400 m          | Christine Ohuruoguová 50,00            | Francena McCororyová 50,13       | Natasha Hastingsová 50,68   |
| 800 m          | Brenda Martinezová 1:58,19             | Elena Mirela Lavrič 1:59,79      | Ajee Wilsonová 2:00,20      |
| 1500 m         | Mary Kuria 4:08,77                     | Ibtissam Lakhouad 4:08,91        | Katie Mackey 4:09,02        |
| 3 000 m        | Shannon Rowburyová 8:41,46             | Gabriele Anderson 8:42,64        | Molly Huddle 8:42,99        |
| 100 m překážek | Sally Pearsonová 12,65                 | Tiffany Porterová 12,76          | Kellie Wellsová 12,95       |
| 400 m překážek | Zuzana Hejnová 53,07                   | Perri Shakesová-Draytonová 53,67 | Georganne Moline 54,32      |
| Skok o tyči    | Yarisley Silvaová 483 cm               | Jennifer Suhrová 473 cm          | Fabiana Murerová 463 cm     |
| Skok daleký    | Katarina Johnsonová-Thompsonová 646 cm | Bianca Stuartová 646 cm          | Lorraine Ugenová 644 cm     |
| Trojskok       | Jekatěrina Koněvová 14,52 m            | Kimberly Williams 14,38 m        | Hanna Knyazhava 14,29 m     |
| Vrh koulí      | Valerie Adamsová 20,90 m               | Christina Schwanitzová 19,74 m   | Michelle Carterová 19,24 m  |
| Hod oštěpem    | Christina Obergföllová 65,61 m         | Marija Abakumovová 64,48 m       | Kimberley Mickleová 63,05 m |